# ツアパ州
ツアパ州(ツアパしゅう、フランス語：Province de la Tshuapa)は、コンゴ民主共和国中央の州。
2005年の人口は131万6855人。
州都はボエンデ。
州内を流れるツアパ川が名前の由来である。

## 隣接州
- 北：モンガラ州
- 東：ツォポ州
- 南東：サンクル州
- 南：カサイ州
- 南西：マイ＝ンドンベ州
- 西：赤道州

## 主要都市
- ボエンデ：3万6158人(州都)